# Plotor indus
Plotor indus är en kräftdjursart som beskrevs av Schioedte och Frederik Vilhelm August Meinert 1881. Plotor indus ingår i släktet Plotor och familjen Cymothoidae. Inga underarter finns listade i Catalogue of Life.